# Eaton Corporation
Eaton Corporation Plc è una multinazionale statunitense con sede a Dublino in Irlanda.

## Storia
Nel 1911, Joseph O. Eaton, fratellastro di Henning O. Taube e Viggo V. Torbensen, incorporò la Torbensen Gear and Axle Co. di Bloomfield (New Jersey). Con un finanziamento intestato alla madre di Torbensen, la società produsse i brevetti di Torbensen per gli assali di autocarri. Nel 1914, la sede si spostò a Cleveland (Ohio), per essere vicini al core business del settore automotive.
La Torbensen Axle Company fu incorporata in Ohio nel 1916, prendendo il posto della società del New Jersey. Un anno dopo, Republic Motor Truck Company, cliente maggiore di Torbensen comprò la società. Ma Eaton e Torbensen non contenti fondarono la Eaton Axle Company nel 1919. Un anno dopo la società si fuse con Standard Parts. Standard Parts fu liquidata un anno dopo. Nel 1923 Eaton ricomprò la Torbensen Axle Co. dalla Republic e cambiò il nome in Eaton Axle and Spring Company.
I dirigenti Eaton pensarono alle acquisizioni come via più breve per far crescere il business. Nel 1932 la società cambiò nome in Eaton Manufacturing Company. Nel 1937 Eaton divenne internazionale aprendo uno stabilimento in Canada. Nel 1958 Eaton Corporation acquistò Fuller Manufacturing. La compagnia cambiò ancora nome nel 1965 in Eaton Yale & Towne Inc. dopo l'acquisizione di Yale & Towne Manufacturing Co. nel 1963. Gli azionisti approvarono il cambiamento del nome attuale nel 1971. Nel 1978 Eaton Corporation acquistò Samuel Moore & Company, Kenway Systems, e Cutler-Hammer.

## Settori
Eaton opera in due settori: Electrical e Industrial.

### Electrical

#### Electrical Americas & Electrical Rest of World Segments
Il settore Electrical fornisce apparecchi elettrici professionali industriali, elettrotecnica.

### Industrial

#### Hydraulics group
Eaton produce componenti idraulici per applicazioni industriali. Nel gruppo è presente Eaton's Filtration, Golf Grip e Airflex.

#### Aerospace group
In California è presente l'industria aerospaziale e Eaton Corporation fornisce componentistica ai vari costruttori.

#### Vehicle group
Il Vehicle Group comprende i segmenti truck e automotive.
Truck fornisce componenti per veicoli commerciali, come cambi e trasmissioni automatiche.
Automotive produce componentistica per automobili.

## Acquisizioni
Eaton Electrical acquisì la Westinghouse Electric Distribution e Controls Business Unit nel 1994. Per diversi anni il nome Westinghouse Electric fu esclusivo di Eaton. Oggi, Eaton Electrical produce a marchio "Eaton" o "Cutler-Hammer" sostituendo il brand Westinghouse in ambito commerciale e industriale.
Eaton scorporò la divisione apparecchiature per la produzione di semiconduttori in Axcelis Technologies nel 2000.
Nel 2003, Eaton's Electrical Distribution and Control (già Cutler-Hammer) acquisì la divisione electrical di Delta plc. Questo produsse l scorpo dei marchi Holec, MEM, Tabula, Bill e Elek sotto Eaton con le precedenti divisioni Westinghouse furono raggiunti gli standard IEC.
Successivamente Eaton fece una joint venture con Caterpillar Inc. e comprò il 51% di I & S (Intelligent Switchgear Organization, LLC). Nel 2004 seguì l'acquisizione di Powerware. Powerware è nota per la produzione di gruppi di continuità (Uninterruptible Power System UPS). Dopo anni di doppio marchio UPS "Eaton|Powerware" la società produce a solo marchio Eaton: BladeUPS, 9355, 9390, 9395, e 9E.
Nel 2006, Eaton entrò nel mercato della distribuzione elettrica. I prodotti furono sviluppati dalla PDU e RPP a marchio Powerware e PowerXpert. Il Powerware Static Transfer Switch fu aggiunto nel portafoglio con la collaborazione di Cyberex. Venne acquisita la Aphel Technologies Ltd. di Coventry. Poi la Pulizzi Engineering Inc., di Santa Ana, California. Nel 2007, viene acquisita la MGE Office Protection Systems della Schneider Electric, dopo la acquisizione di questa della APC. La taiwanese Phoenixtec venne acquisita per il mercato asiatico.
Il 21 maggio 2012 Eaton annuncia l'acquisizione della irlandese Cooper Industries per 11,46 mld. di US$. La nuova azienda diventa Eaton Corporation plc e stabilita in Irlanda. Alexander Cutler divenne CEO. Eaton Corporation plc completed its acquisition of Cooper Industries on Nov 30, 2012. The $13 billion acquisition of Cooper (USD$5.4B Sales revenue -2011), became the largest in Eaton's (USD$16B Sales Revenue-2011) 101-year history.

## Marchi
| Aphel Technologies            | Aeroquip  | Airflex | Arrow Hart | Babco  | Cooper Wiring Devices |
| Arrow Hose & Tubing           | Argo-Tech | Begerow | Centurion  | Bill   | Golf Pride            |
| Crouse-Hinds                  | Bussmann  | Boston  | Char-Lynn  | Blinda | Hydrokraft            |
| Cutler-Hammer                 | Moeller   | Carter  | Dynapower  | CEAG   | Hydro-Line            |
| Eaton Detroit Differentials   | Pigozzi   | Durant  | Everflex   | Cooper | Internormen           |
| Ephesus Lighting              | Ephesus   | B-Line  |            |        |                       |
| FHF Funke + Huster Fernsig    | Pringle   | Fuller  | EverTough  | Elek   | Roadranger            |
| Hansen and Gromelle           | Pulizzi   | Hydrowa | Phoenixtec | Halo   | Walterscheid          |
| Marina Power & Lighting       | Senyuan   | Martek  | Powerware  | Holec  | Weatherhead           |
| MGE Office Protection Systems | Synflex   | Santak  | Tractech   | MEM    | Wright Line           |
| Ronningen-Petter              | Vickers   | Winner  | Ultronics  | SEL    | Wright-Austin         |

## Sedi
Dagli anni '20 la sede fu East 140th Street. Nel 1964, Eaton si spostò nella Erieview Tower ove rimase fino al 1983. Poi la Eaton Corporation si spostò presso il 28-story Cleveland. Eaton trasferì poi la sede nell'Eaton Center a Beachwood (Ohio) nel 2013. La sede fiscale venne posta a Dublino dopo la incorporazione di Cooper.

## Record ambientali
Eaton fu premiata nel 2008 con il CALSTART Blue Sky Award.
Nel 2006, Eaton entra nel Green Suppliers Network della EPA e nel U.S. Department of Commerce.
Eaton hybrid electric powertrain combina un motore diesel e un motore elettrico.
Nel 2013, Eaton diventa global leader del Carbon Disclosure Project (CDP).

## Riconoscimenti
I seguenti riconoscimenti sono stati attribuiti a Eaton:
- Quarto posto nella "100 Best Corporate Citizens” del "Corporate Responsibility Magazine" nel 2013, ed anche classificata tra le Top 50 per sei anni consecutivi.[22]
- Thomson Reuters è stato nominato nella "Top 100 Innovators List", negli anni 2011, 2012 e 2013.[23]
- Considerata tra le "World’s Most Ethical Companies" dal "Ethisphere Institute" negli anni 2007-2014.[24]

## Eaton Corporation in Romania
Nel giugno 2013 il gruppo aveva 2.300 dipendenti in Romania, nelle sedi di Bucarest, Baia Mare e Arad.
Circa 2.000 dipendenti lavorano nella divisione Eaton Electro, nella fabbrica di Baia Mare ove vengono prodotti interruttori, contatti, sicurezze automatiche e accessori.
È la fabbrica più grande della EMEA.
Circa 200 persone lavorano nella fabbrica di Arad, per la ex Cooper.
La società Eaton Electric România è stata fondata nel dicembre 1997 a capitale tedesco ed era la sede della Moeller GmbH.